# Terremoto delle Hawaii del 2018
Il terremoto delle Hawaii del 2018 è stato un evento sismico accaduto il 4 maggio 2018 alle ore locali 22:32:55, di magnitudo momento e magnitudo superficiale di 6.9, con profondità di 50 km e scala MCS grado VIII.

## Cause
L'arcipelago delle isole Hawaii è situato nell'Oceano Pacifico Settentrionale, e gli eventi sismici e vulcanici sono molto frequenti.
Prima di questo terremoto, già nei giorni 24 e 25 aprile 2018, il vulcano Kilauea ha emesso fumo bianco e lava dal cratere.

## Risposta istituzionale

Mappa della sequenza sismica del terremoto delle Hawaii

Il Pacific Tsunami Warning Center non aveva diramato un allarme tsunami per le Isole Hawaii, ma successivamente dalle isole si è notato un piccolo tsunami con onde di 30 cm. L'istituto nazionale sismologia degli Stati Uniti ha elencato questo terremoto nella lista dei terremoti notevoli del 2018.

## Effetti
Gli effetti del terremoto e dell'eruzione vulcanica sono arrivati a circa 20–30 km di distanza dal vulcano Kilauea, obbligando 1700 persone a diventare sfollati.
A causa di questo evento sismico e dell'eruzione vulcanica, il Parco nazionale Vulcani delle Hawaii è stato chiuso ma gli altri centri turistici e gli aeroporti sono rimasti aperti normalmente.